# Murray Riley
Murray Stewart Riley (5 de octubre de 1925-2020) fue un deportista australiano que compitió en remo. Participó en dos Juegos Olímpicos de Verano en los años 1952 y 1956, obteniendo una medalla de bronce en Melbourne 1956 en la prueba de doble scull.

## Palmarés internacional
| Juegos Olímpicos | Juegos Olímpicos      | Juegos Olímpicos  | Juegos Olímpicos |
| Año              | Lugar                 | Medalla           | Prueba           |
| ---------------- | --------------------- | ----------------- | ---------------- |
| 1956             | Melbourne (Australia) | Medalla de bronce | Doble scull      |